# Peroximonosulfato de potasio
El peroximonosulfato potásico se utiliza mucho como agente oxidante, por ejemplo, en piscinas y spas (suele denominarse monopersulfato o "MPS"). Es la sal potásica del ácido peroximonosulfúrico. Normalmente, el peroximonosulfato potásico se refiere a la sal triple conocida como oxona.
El potencial de electrodo estándar para el peroximonosulfato de potasio es de +1,81 V con una reacción a la mitad que genera el sulfato de hidrógeno (pH = 0):
HSO5− + 2 H+ + 2 e− → HSO4− + H2O

## Oxona
El peroximonosulfato de potasio per se es una sal relativamente oscura, pero su derivado llamado oxona tiene valor comercial. La oxona es la triple sal 2KHSO5·KHSO4·K2SO4. La oxona tiene una vida útil más larga que el peroximonosulfato de potasio. La oxona, un sólido blanco soluble en agua, pierde <1% de su poder oxidante al mes.

### Producción
La oxona se produce a partir del ácido peroxisulfúrico, que se genera in situ combinando óleum y peróxido de hidrógeno. La neutralización cuidadosa de esta solución con hidróxido de potasio permite la cristalización de la sal triple.

### Usos

#### Limpieza
La oxona se utiliza ampliamente para la limpieza. Blanquea dentaduras postizas,oxida contaminantes orgánicos en piscinas, y limpia chips para la fabricación de microelectrónica.

### Química orgánica
La oxona es un oxidante versátil en síntesis orgánica. Oxida los aldehídos a ácidos carboxílicos; en presencia de disolventes alcohólicos, pueden obtenerse los ésteres.Los alquenos internos pueden escindirse en dos ácidos carboxílicos (véase más adelante), mientras que los alquenos terminales pueden epoxidarse. Los sulfuros dan sulfonas, las aminas terciarias dan óxidos de amina y las fosfinas dan óxidos de fosfina.
Otro ejemplo del poder oxidativo de esta sal es la conversión de un derivado de la acridina en el correspondiente óxido-N de acridina.
La oxona oxida los sulfuros a sulfóxidos y luego a sulfonas.
La oxona convierte las cetonas en dioxiranos. La síntesis de dimetildioxirano (DMDO) a partir de acetona es representativa. Los dioxiranos son agentes oxidantes versátiles y pueden utilizarse para la epoxidación de olefinas. En particular, si la cetona de partida es quiral, el epóxido puede generarse de forma enantioselectiva, lo que constituye la base de la epoxidación Shi.